# Анима мунди (фильм, 1992)
«А́нима му́нди» (лат. Anima Mundi — «Душа мира») — короткометражный документальный фильм режиссёра Годфри Реджио.

## Сюжет
Короткий документальный фильм о природе. Философским подтекстом является используемая в конце картины (на нескольких языках) цитата Платона, из его диалога «Тимей»: «наш космос есть живое существо, наделённое душой и умом». Музыка написана специально для фильма известным композитором-минималистом Филипом Глассом.

## Награды
| Год  | Премия                                                                                         | Категория                                                 | Награда                   |
| ---- | ---------------------------------------------------------------------------------------------- | --------------------------------------------------------- | ------------------------- |
| 1992 | Бомбейский международный кинофестиваль документальных, короткометражных и анимационных фильмов | Лучший не игровой фильм продолжительностью менее 40 минут | Золотая раковина          |
| 1992 | Итальянская ассоциация кинокритиков                                                            | Лучший продюсер коротких фильмов                          | Серебряная лента          |
| 1992 | Сиэтлский международный кинофестиваль                                                          | Лучший короткометражный фильм                             | Golden Space Needle Award |